# Rahman Ali Nazari
Rahman Ali Nazari (* 3. Mai 1984) ist ein afghanischer Fußballnationalspieler.

## Karriere

### Verein
Seine Karriere begann Naziri beim pakistanischen Club Jam Khana, Handokusch aus Iran. Sein jetziger Verein ist der FC Maiwand aus Kabul.

### Nationalmannschaft
Der Mittelfeldspieler gab sein Debüt für die afghanische Fußballnationalmannschaft 2004. Im gleichen Jahr war er im U-23-Aufgebot der Afghanen bei den 9. Süd-Asiatischen Meisterschaften vom 28. März bis 9. April in Pakistan. Ohne Sieg und nur einem Treffer in der Gruppenphase, schied die Mannschaft bereits frühzeitig aus dem Turnier aus.